# Occidenchthonius gracilimanus
Espèce
Synonymes
- Chthonius gracilimanus Mahnert, 1997

Occidenchthonius gracilimanus est une espèce de pseudoscorpions de la famille des Chthoniidae.

## Distribution
Cette espèce est endémique de La Palma aux îles Canaries en Espagne,.

## Publication originale
- Mahnert, 1997 : New species and records of pseudoscorpions (Arachnida, Pseudoscorpiones) from the Canary Islands. Revue suisse de Zoologie, vol. 104, no 3, p. 559–585 (texte intégral).